# Перфилов, Лев Алексеевич
Лев Алексеевич Перфилов (13 февраля 1933, Коломна, Московская область — 24 января 2000, Киев) — советский и украинский актёр. Играл  эпизодические роли и роли второго плана. Всего снялся в 120 фильмах. Заслуженный артист Украинской ССР (1988).

## Биография

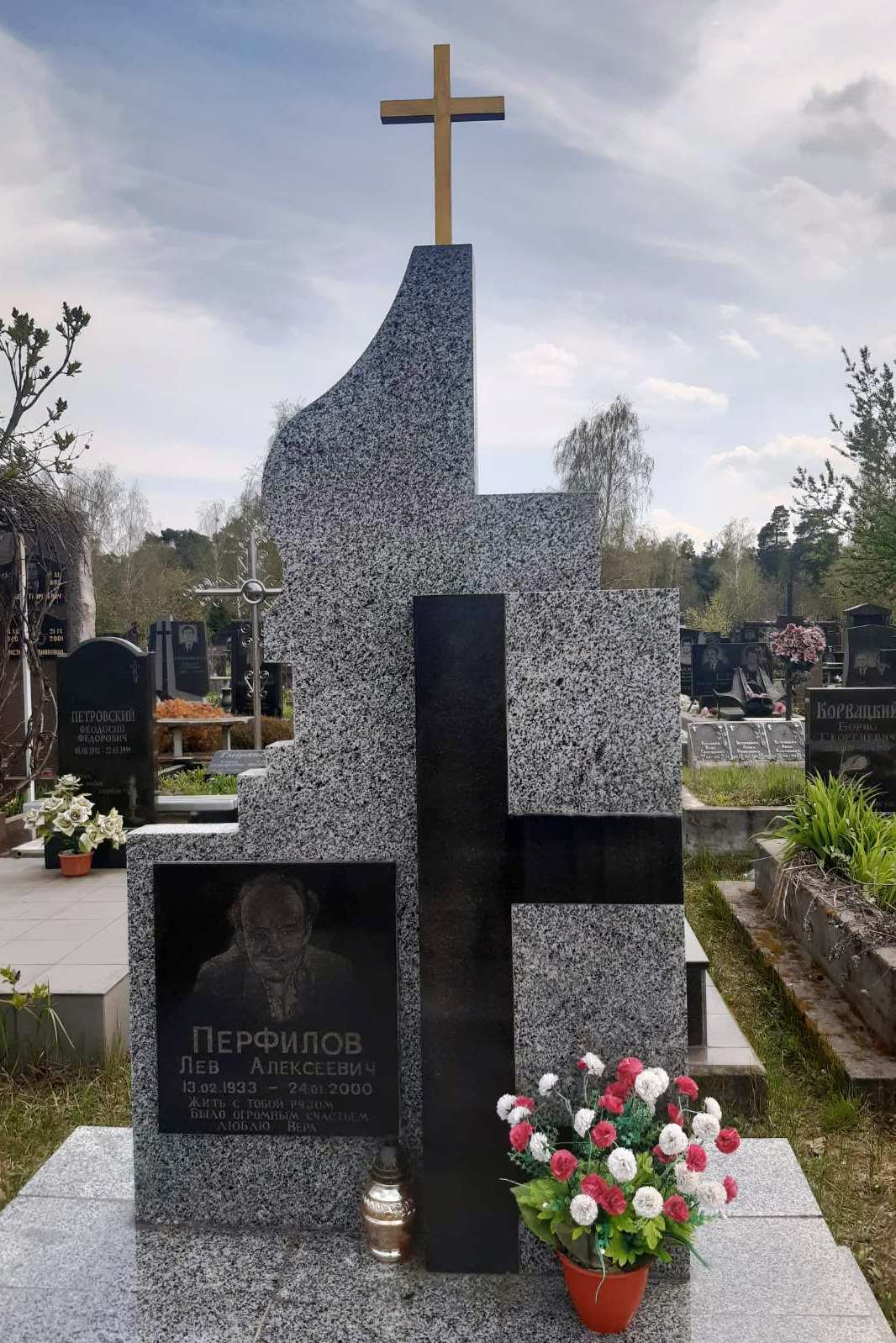
Могила Л. А. Перфилова на Лесном кладбище

Родился 13 февраля 1933 года в городе Коломне Московской области.
В 1956 году окончил Высшее театральное училище имени М. С. Щепкина. В 1956—1963 — актёр Театра-студии киноактёра.
С 1963 года — актёр киевской киностудии имени А. Довженко.
Умер 24 января 2000 года в Киеве от болезни лёгких на 67-м году жизни. Похоронен на Лесном кладбище в Киеве (участок 108).
Родной брат актёра Юрия Лученко (1941—2018).
В Коломне, на доме, где он жил, установлена памятная доска с портретом.

## Творчество
В кино с 1955 года.
После исполнения Львом Перфиловым роли барона Вольдемара в фильме Ю. Лысенко «Таврия», снятом по одноимённому роману Олеся Гончара, газеты написали: «Наконец-то появился актёр, так убедительно играющий мерзавцев». С этого момента в его творческую копилку посыпалось огромное количество ролей воров, убийц, алкоголиков, шпионов, пиратов и так далее. Они продлили актёру экранную жизнь и дали своеобразную популярность: «Меня всегда узнавали, а разговорившись, убеждались, что в жизни я совсем другой». Один из немногих положительных персонажей, прекрасно изображённый актёром, — фотограф из МУРа Гриша Ушивин по прозвищу «Шесть-на-девять» в фильме «Место встречи изменить нельзя».
Лев Перфилов — мастер небольших и эпизодических ролей.

## Фильмография
| Год  |     | Название                                   | Роль                                                        |
| ---- | --- | ------------------------------------------ | ----------------------------------------------------------- |
| 1955 | ф   | Павел Корчагин                             | Франц Клавичек                                              |
| 1957 | ф   | Поединок                                   | Лобов, прапорщик                                            |
| 1957 | ф   | Гори, моя звезда                           | Сашка, шахтёр, гармонист                                    |
| 1958 | ф   | Ветер                                      | красный матрос на костылях в госпитале                      |
| 1958 | ф   | Ваня                                       | Фёдор                                                       |
| 1958 | ф   | Сыновья идут дальше                        | ординарец Алеша                                             |
| 1958 | ф   | Олекса Довбуш                              | пан                                                         |
| 1958 | ф   | Киевлянка                                  | Саша                                                        |
| 1958 | ф   | Это было весной                            | научный сотрудник                                           |
| 1959 | ф   | Катя-Катюша                                | Тарас Левченко, экскаваторщик                               |
| 1959 | ф   | Таврия                                     | барон Вольдемар                                             |
| 1961 | ф   | Здравствуй, Гнат!                          | Прохазка                                                    |
| 1961 | ф   | Артист из Кохановки                        | официант в кафе                                             |
| 1961 | ф   | С днём рождения                            | Одуванчиков                                                 |
| 1961 | кор | Случай в гостинице                         | друг Черноморца                                             |
| 1962 | ф   | В мёртвой петле                            | офицер                                                      |
| 1962 | ф   | Молчат только статуи                       | пьяный немец                                                |
| 1963 | ф   | Стёжки-дорожки                             | завстроительством                                           |
| 1963 | ф   | Бухта Елены                                | Синица                                                      |
| 1963 | ф   | Новеллы Красного дома                      | Имя персонажа не указано                                    |
| 1964 | ф   | Дочь Стратиона                             | боец отряда Ворона                                          |
| 1964 | ф   | Сказка о Мальчише-Кибальчише               | буржуинский офицер                                          |
| 1964 | ф   | Космический сплав                          | секретарь                                                   |
| 1964 | ф   | Ракеты не должны взлететь                  | Финк                                                        |
| 1964 | ф   | Повесть о Пташкине                         | пионервожатый                                               |
| 1964 | ф   | Сон                                        | крепостной                                                  |
| 1965 | ф   | Акваланги на дне                           | Лохматый, бандит                                            |
| 1965 | ф   | Вниманию граждан и организаций             | скептик                                                     |
| 1965 | ф   | Хочу верить                                | сотрудник газеты                                            |
| 1966 | ф   | «Циклон» начнётся ночью                    | обер-лейтенант Вилли Крюгер                                 |
| 1966 | ф   | Ярость                                     | белый офицер                                                |
| 1966 | ф   | Бурьян                                     | сын кулака                                                  |
| 1966 | ф   | Прощай                                     | моряк                                                       |
| 1967 | ф   | Дубравка                                   | ухажёр                                                      |
| 1967 | ф   | Цыган                                      | Костя                                                       |
| 1967 | ф   | Скуки ради                                 | эпизод                                                      |
| 1967 | ф   | Сергей Лазо                                | патрульный                                                  |
| 1967 | ф   | Большие хлопоты из-за маленького мальчика  | режиссёр в «Зелёном театре»                                 |
| 1967 | ф   | Берег надежды                              | журналист-иностранец                                        |
| 1968 | ф   | Разведчики                                 | немецкий офицер                                             |
| 1968 | кор | Слепой дождь…                              | мужчина в черных очках                                      |
| 1969 | мтф | Сердце Бонивура                            | Лисянский, грузчик «офицерской артели»                      |
| 1969 | ф   | Почтовый роман                             | посетитель ресторана                                        |
| 1969 | мтф | Варькина земля                             | фельдшер                                                    |
| 1970 | ф   | Олеся                                      | трактирщик                                                  |
| 1970 | ф   | Узники Бомона                              | Андрей, заключенный                                         |
| 1970 | ф   | В тридевятом царстве                       | пассажир с трубкой                                          |
| 1970 | ф   | Путь к сердцу                              | врач-ординатор                                              |
| 1970 | мтф | Мир хижинам — война дворцам                | петлюровец                                                  |
| 1970 | ф   | Меж высоких хлебов                         | сосед Богдана                                               |
| 1971 | тф  | Бумбараш                                   | Меланий                                                     |
| 1971 | ф   | Захар Беркут                               | боярин                                                      |
| 1971 | мтф | Человек в проходном дворе                  | сотрудник КГБ                                               |
| 1971 | ф   | Инспектор уголовного розыска               | Анатолий Юрьевич Мальцев, дамский парикмахер                |
| 1971 | ф   | Дерзость                                   | часовой                                                     |
| 1971 | ф   | Лада из страны берендеев                   | пират-судья певческого конкурса                             |
| 1972 | ф   | Наперекор всему                            | Загорский                                                   |
| 1972 | ф   | Только ты                                  | радиокорреспондент                                          |
| 1972 | ф   | Случайный адрес                            | доктор                                                      |
| 1973 | ф   | Будни уголовного розыска                   | Анатолий Юрьевич Мальцев, дамский парикмахер                |
| 1973 | мтф | Старая крепость                            | Кашкет                                                      |
| 1973 | ф   | Ни пуха, ни пера!                          | охотник, знакомый Ивана Кирилловича                         |
| 1973 | ф   | Дума о Ковпаке                             | профсоюзный лидер                                           |
| 1973 | мтф | Как закалялась сталь                       | старший сын Ярошевского                                     |
| 1974 | ф   | Голубой патруль                            | Боязливый                                                   |
| 1975 | ф   | Гуси-лебеди летят                          | Попович                                                     |
| 1975 | тф  | Весна двадцать девятого                    | диспетчер на строительстве тракторного завода               |
| 1975 | мтф | Капитан Немо                               | Пандер-Джонсон                                              |
| 1976 | мтф | Волны Чёрного моря                         | Мочёный, вор                                                |
| 1976 | мтф | Дни Турбиных                               | горожанин                                                   |
| 1976 | ф   | Там вдали, за рекой                        | бандит в бескозырке с гармошкой                             |
| 1976 | ф   | Это было в Межгорье                        | Мациевский                                                  |
| 1976 | ф   | Легенда о Тиле                             | секретарь суда                                              |
| 1977 | ф   | Ненависть                                  | отец Вениамин                                               |
| 1977 | ф   | Свидетельство о бедности                   | Юрий Семёнович Мосин, «Чалый», механик, сообщник Костюка    |
| 1977 | тф  | Волшебный голос Джельсомино                | Калимер, доносчик                                           |
| 1978 | ф   | Где ты был, Одиссей?                       | доктор Гаук                                                 |
| 1978 | тф  | Маршал революции                           | Нил Платонович, начальник штаба Кутепова                    |
| 1978 | ф   | Наталка Полтавка                           | пан Возный                                                  |
| 1979 | ф   | Дачная поездка сержанта Цыбули             | немец                                                       |
| 1979 | ф   | Задача с тремя неизвестными                | специалист по меху                                          |
| 1979 | ф   | Поезд чрезвычайного назначения             | актёр                                                       |
| 1979 | тф  | Место встречи изменить нельзя              | Гриша Ушивин («Шесть-на-девять»), фотограф                  |
| 1979 | тф  | Приключения Электроника                    | Люг, гангстер                                               |
| 1980 | ф   | Копилка                                    | полицейский                                                 |
| 1980 | тф  | Родила меня мать счастливым…               | сторож                                                      |
| 1981 | мтф | Приключения Тома Сойера и Гекльберри Финна | мистер Спрэгг, протестантский пастор                        |
| 1982 | ф   | Слёзы капали                               | владелец пианино                                            |
| 1982 | мтф | Трест, который лопнул                      | аферист с замочной скважиной                                |
| 1982 | ф   | Казачья застава                            | Ирод, белобандит                                            |
| 1982 | ф   | Никто не заменит тебя                      | знакомый Голенищева                                         |
| 1982 | ф   | Возвращение Баттерфляй                     | доктор                                                      |
| 1983 | тф  | Зелёный фургон                             | наводчик                                                    |
| 1983 | ф   | Витя Глушаков — друг апачей                | грузчик                                                     |
| 1984 | ф   | Зудов, вы уволены!                         | Кулябский                                                   |
| 1985 | ф   | Поездки на старом автомобиле               | сосед с собакой                                             |
| 1985 | ф   | Самая обаятельная и привлекательная        | Пётр Васильевич, начальник отдела проектирования            |
| 1985 | ф   | Мужчины есть мужчины                       | посетитель библиотеки                                       |
| 1986 | ф   | Кин-дза-дза!                               | Кырр, раздражительный чатланин-диссидент, живущий на катере |
| 1986 | ф   | Тройной прыжок «Пантеры»                   | старшина Карпита                                            |
| 1987 | ф   | Нетерпение души                            | Прокопович, учитель                                         |
| 1987 | ф   | Моя дорогая…                               | отчим Тамары                                                |
| 1987 | кор | Голый                                      | вор                                                         |
| 1988 | ф   | Утреннее шоссе                             | Петрович                                                    |
| 1988 | ф   | Генеральная репетиция                      | шут                                                         |
| 1989 | ф   | Благородный разбойник Владимир Дубровский  | управитель                                                  |
| 1989 | ф   | Трудно быть богом                          | лже-Будах                                                   |
| 1989 | мтф | Войди в каждый дом                         | Лёва                                                        |
| 1989 | мтф | Лифт для промежуточного человека           | Кукушкин                                                    |
| 1989 | ф   | В далёкий путь                             | музыкант                                                    |
| 1990 | ф   | Ведьма                                     | Прокоп Пистряк, писарь                                      |
| 1990 | ф   | День любви                                 | бухгалтер                                                   |
| 1990 | ф   | Тёплая мозаика ретро и чуть-чуть…          | директор театра                                             |
| 1990 | ф   | Мой муж — инопланетянин                    | стоматолог                                                  |
| 1991 | ф   | Чудо в краю забвения                       | староста                                                    |
| 1991 | ф   | Ятринская ведьма                           | судья                                                       |
| 1991 | ф   | И возвращается ветер…                      | Лев Моисеевич, празднующий День независимости Израиля       |
| 1993 | ф   | Елисейские поля                            | Близковецкий, нотариус                                      |
| 1993 | мтф | Преступление со многими неизвестными       | доктор Дулемба, адвокат                                     |
| 1993 | ф   | Секретный эшелон                           | дежурный по станции                                         |
| 1993 | ф   | Фучжоу                                     | отец Катерины                                               |
| 1994 | ф   | Трень-брень                                | грубый старик                                               |
| 1994 | ф   | Амур и демон                               | Имя персонажа не указано                                    |
| 1994 | ф   | Фабрика изящных убийств                    | шоумен                                                      |
| 1996 | ф   | Юденкрайс, или Вечное колесо               | старьёвщик                                                  |
| 1997 | мтф | Вино из одуванчиков                        | мистер Джонас                                               |
| 1999 | ф   | Как кузнец счастье искал                   | пан Лиходум, колдун                                         |

## Озвучивание мультфильмов
- 1983 — Очень старая сказка